# Федосова, Надежда Капитоновна
Наде́жда Капито́новна Федо́сова (19 апреля 1911, Москва — 14 декабря 2000, там же) — советская актриса, заслуженная артистка РСФСР (1958).

## Биография
Надежда Капитоновна Федосова родилась 19 апреля 1911 года.
В 1938 году окончила Театральное училище при Центральном театре Красной Армии.
Во время Великой Отечественной войны работала во Втором фронтовом театре, затем — в Московском областном драматическом театре.
В 1946—1966 годах — актриса Московского театра драмы и комедии на Таганке.
В кино дебютировала в 1961 году, когда актрисе было уже 50 лет, но роль рабочей Потаповой в фильме Владимира Басова «Битва в пути» оказалась заметной. Характерная актриса, воплотившая на киноэкране непростой образ русской женщины, испытавшей на себе все тяготы XX столетия.
Заслуженная артистка РСФСР (1958).
Ушла из жизни 14 декабря 2000 года. Похоронена в Москве на Донском кладбище (уч. 4).

## Фильмография
- 1961 — А если это любовь? — Татьяна Максимовна
- 1961 — Битва в пути — Ольга Семёновна Потапова
- 1962 — У твоего порога — мать
- 1964 — Вызываем огонь на себя — мать Кости
- 1964 — Где ты, Максим? — соседка
- 1964 — Мать и мачеха — Ефросинья Смалькова
- 1964 — Свет далёкой звезды — Филонова
- 1965 — Друзья и годы — Надежда Афанасьева
- 1966 — Женщины — тётя Груша
- 1966 — Верность матери — Прасковья Осьмихина
- 1966 — Неуловимые мстители — Дарья
- 1966 — По тонкому льду — Надежда Петровна
- 1967 — Журналист — Аникина
- 1967 — И никто другой — Дарья Васильевна
- 1967 — Твой современник — Мария Сергеевна
- 1967 — Три дня Виктора Чернышёва — тётя Таня
- 1968 — Виринея — повитуха
- 1968 — Люди как реки — Марья Васильевна
- 1968 — Маленькая
- 1968 — Первая любовь — княгиня Засекина
- 1969 — Зинка — баба Саня
- 1970 — В лазоревой степи — мать
- 1970 — Впереди день — Марья
- 1970 — Любовь Яровая — Марья
- 1971 — День за днём — Анна Муравьёва
- 1973 — Мачеха — Анфиса Васильевна
- 1973 — Свой парень — уборщица
- 1975 — Меняю собаку на паровоз — бабушка Миши
- 1975 — Такая короткая долгая жизнь — Надежда Степановна
- 1976 — Безотцовщина — Анна Михеевна
- 1977 — Личное счастье — Паша
- 1978 — Дом у кольцевой дороги — Надежда Казимировна
- 1987 — Под знаком Красного Креста — Агафонова
- 1988 — Двое и одна — баба Маша

## Признание и награды
- Заслуженная артистка РСФСР (1958).
- 1964 приз «Золотые ворота» Международного кинофестиваля в Сан-Франциско за лучшую женскую роль второго плана в фильме «У твоего порога»[2]